# Saint-Vaury
Saint-Vaury är en kommun i departementet Creuse i regionen Nouvelle-Aquitaine i de centrala delarna av Frankrike. Kommunen ligger i kantonen Saint-Vaury som tillhör arrondissementet Guéret. År 2022 hade Saint-Vaury 1 729 invånare.

## Befolkningsutveckling
Antalet invånare i kommunen Saint-Vaury
Referens:INSEE